# Gülşehir

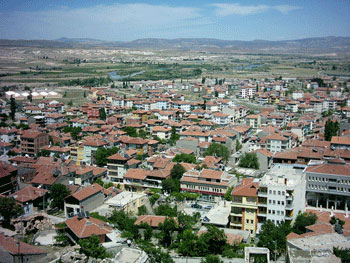
A panorama of Gülşehir

Gülşehir est une ville et un district de la province de Nevşehir dans la région de l'Anatolie centrale en Turquie.

## Histoire
Elle fait partie de la région historique de la Cappadoce qui comprend de nombreuses églises rupestres datant du Xe siècle. Celle de Gülşehir, comme deux autres du parc national de Goöreme conserve une fresque de Crucifixion, pièce centrale d'un cycle avec l'Entrée à Jérusalem, la Cène et la Trahison de Judas.